# Dům na náměstí Republiky čp. 5
Dům na náměstí Republiky čp. 5 (též náměstí Republiky č. orient. 4) je měšťanský dům umístěný v severní frontě domů náměstí Republiky v Plzni.

## Historie
Původně středověký dům byl klasicistně upraven v 1. polovině 19. století a poté neorenesančně v 70. – 90. letech 19. století. Současná podoba fasády pochází z roku 1907.
Od roku 1991 je dům chráněn jako kulturní památka.

## Majitelé
Do roku 1686 byl dům ve vlastnictví města.
Poté byli vlastníky domu:
- Dorota Troppová, která dům vlastnila do roku 1724
- František Antonín Somr v letech 1724–32
- poté opět Dorota Troppová až do roku 1746
- Jan Duchovský, který dům v roce 1746 získal
- obchodník s galanterií Jan Schreyer mezi lety 1795 a 1831

## Architektura
Zděný dvoupatrový dům s podkrovým je nápadný tím, že má pouze dvě okenní osy. Průčelí je završeno eklektickým štítem a také celá fasáda je provedena eklekticky. Přízemí je zdobeno pásováním a jsou v něm vsazeny dva polokruhové, zřejmě klasicistní portály, ostění levého z nich je zdobeno ornamenty. V patrech je fasáda rozčleněná pásovanými lizénami. Okna jsou obdélníková, v jednoduchých profilovaných šambránách. Pod korunní římsou zaujme štukový pás s vlnovkou. Trojosý štít s trojúhelníkovým frontonem je rozčleněn čtveřicí polosloupů.
Tento vzhled fasády je výsledkem poslední rekonstrukce, při které byl charakter průčelí mírně změněn. Dříve měl dům i v patrech souvislé pásování, podobně jako v přízemí. Nadokenní římsy v prvním patře byly neseny volutovými konzolkami, šambrány ve druhém patře byly s uchy a mezi nimi byla nika lemovaná toskánskými pilastry. Ve volutovém štítu byl vepsán letopočet přestavby 1907.